# 武正晴
武正晴（日语：／ Take Masaharu，1967年—），日本電影、电视剧導演。愛知縣出身。

## 影視作品

### 電影
- 咖啡首爾（日语：カフェ・ソウル）（2009年） - 導演
- 男生愛女身（日语：EDEN (映画)）（2012年） - 導演
- 蒙古棒球青春記（2013年） - 導演
- 特攝英雄 In the Hero（日语：イン・ザ・ヒーロー）（2014年） - 導演
- 百元之戀（2014年） - 導演
- 沒關係，是渣男啊（2017年） - 導演
- 噓八百（日语：嘘八百）（2018年） - 導演
- 撿到槍（2018年） - 導演、腳本
- 我要加油!（日语：きばいやんせ!私）（2019年、Is.Field（日语：アイエス・フィールド）） - 導演
- 噓八百：京都篇（日语：嘘八百#嘘八百_京町ロワイヤル）（2020年） - 導演
- 皇家賓館（2020年） - 導演
- 敗犬拳王（2020年） - 導演
- 噓八百：浪花夢之陣（2023年） - 導演

### 網路劇
- AV帝王（2019年、Netflix） - 總導演、導演

## 獎項與榮譽
- 2016年 - 第39屆日本電影學院獎 ：優秀導演賞（『百元之戀』）[1][2]